# 沙拉茨科耶市镇
沙拉茨科耶市镇（俄语：Муниципальное образование «Шаратское»）是俄罗斯联邦伊尔库茨克州努库茨基区所属的一个市镇。其下辖有4个居民点，行政中心为坦古特。据2016年统计，该市镇的人口为1421人。